# Maria Girón Figuerola
Maria Girón Figuerola (Barcelona - 1983) és una il·lustradora catalana. Es va llicenciar en Belles Arts a la Universitat de Barcelona. Els últims anys de la carrera va estudiar a l'Accademia di Belle Arti di Bologna i a la Universitat de Sevilla. Es va especialitzar en il·lustració a l'Escola Superior de Disseny i Art Llotja de Barcelona. Actualment treballa com a il·lustradora per a diverses editorials. És una de les il·lustradores seleccionades a exposar la seva obra a la Fira del Llibre Infantil i Juvenil de Bolonya de 2017 en representació de la cultura catalano-balear, convidada a l'edició esmentada.

## Llibres
- Un lloc per a la Rula (text de Mar Pavón), Sant Feliu de Guíxols: Tramuntana Edicions, 2015,[3] ISBN 978-84-943046-9-9 També està editat per Tramuntana en castellà (Rula busca su lugar) i per Middernacht Pers en neerlandès (Namita zoekt haar plek).
- La mia invenzione (text de Silvia Vecchini), Perugia: Corsare, 2015, ISBN 978-88-99136-00-0 També està editat per Tramuntana en català (La meva troballa) i en castellà (Mi hallazgo).
- Una bugia vera (text d'Annamaria Gozzi), Loreto: La Spiga, 2016, ISBN 978-88-46835-67-3
- Inseparables (text de Mar Pavón), Girona]': Tramuntana editorial, 2015,[4][5] ISBN 978-84-943046-1-3 Hi ha també una edició en castellà i una altra en coreà.
- Ioga (text de Míriam Raventós), Fragmenta, Barcelona, 2016.[6][7] ISBN 978-84-15518-48-8 Hi ha també una edició en castellà i una altra en portuguès.

- Famílium (text de Glòria Canyet i Bel Bellvehí), Figueres: d'Aquari, 2011, ISBN 978-84-939518-0-1

## Exposicions
- 2010 La Grammatica delle Figure, Bolonya
- 2016 Un Altro Sguardo, Bolonya
- 2017 Alumnes de Llotja a la Fira de Bolonya, Barcelona